# Giovanna d'Arco - Parte I: Le battaglie
Giovanna d'Arco - Parte I: Le battaglie (Jeanne la Pucelle I - Les batailles) è un film del 1994 diretto da Jacques Rivette.
È la prima parte di un progetto biografico sulla vita di Giovanna d'Arco. Fu girato e distribuito insieme a Giovanna d'Arco - Parte II: Le prigioni.

## Trama
Il film è ambientato durante la guerra dei cento anni e copre l'arco di tempo che spazia tra il gennaio e il maggio del 1429. In questo periodo Giovanna lascia il paese natio di Domrémy e si reca dal Delfino di Francia chiedendo un esercito per contrastare l'invasore inglese; ottenuto ciò che chiede la Pulzella affronta il nemico in una serie di battaglie che culmineranno nella liberazione di Orléans.

## Accoglienza
Morando Morandini nel suo dizionario assegna all'opera complessiva (quindi comprendendo anche la seconda parte) tre stelle e mezza su un massimo di cinque. Diversamente Pino Farinotti critica la freddezza dell'opera assegnando un voto di due su un massimo di 5.
In Italia il film, suddiviso in due parti, è stato tagliato complessivamente di un'ora e mezza per motivi di distribuzione.

## Riconoscimenti
- Premio César
  - Candidatura come miglior attrice protagonista per Sandrine Bonnaire.